# فياراتو
يشير مصطلح فياراتو في إسبانيا إلى سياسة غير رسمية، داخل الاتحاد الملكي الإسباني لكرة القدم والدوري الإسباني، للحفاظ على المعاملة التفضيلية لأكبر ناديين لكرة القدم في إسبانيا، نادي برشلونة ونادي ريال مدريد.

## أصل المصطلح
ابتكر ألفريدو ريلاينو [الإسبانية] المصطلح، وهو ناقد للإدارة الشخصية [الإنجليزية] لأنخيل ماريا فيلار على رأس الاتحاد الإسباني لكرة القدم. وبعد ابتكار المصطلح أصبح يعني مؤامرة تحكيمية لصالح برشلونة، حيث فضل الحكام والاتحاد هذا النادي. كان رئيس الاتحاد في ذلك الوقت هو أنخيل ماريا فيلار، والذي نشأ المصطلح منه عن طريق دمج لقبه، فيلار، مع اللاحقة -اتو.

## الاستخدام الحالي
على الرغم من أنه لا يزال يُستخدم كمصطلح لتحديد المساعدة التحكيمية المزعومة لصالح برشلونة، فقد تطور استخدامه ليشمل الممارسات غير النظامية داخل المسابقات الإسبانية [الإنجليزية] التي تفضل أكبر الأندية، ريال مدريد ونادي برشلونة لكرة القدم. يمكن تفسيره كمرادف لكلمة الامتياز التي من المفترض أن تتمتع هذه الأندية بالقدرة على الوصول إليها. ولا يقتصر هذا على امتياز التحكيم التقليدي فحسب، بل يشمل أيضاً استخدام النفوذ الكبير الذي تتمتع به هذه الأندية في المؤسسات السياسية والرياضية. ومن الجدير بالذكر أيضًا الاتصالات بين اللاعبين وأعضاء رفيعي المستوى في الاتحاد الإسباني لكرة القدم.